# The Greatest Hits of Eric Burdon and The Animals
The Greatest Hits of Eric Burdon and The Animals kompilacijski je album britanskog rock sastava Eric Burdon & The Animals, kojeg diskografska kuća MGM objavljuje u ožujku 1969. godine.

## O albumu
Na albumu se nalaze psihodelične rock pjesme snimljene od zadnje tri postave sastava Eric Burdon & The Animals. Album je 1969. godine bio objavljen u Sjedinjenim Državama ali nikad nije izašao u Velikoj Britaniji te je posljednji kojeg je objavila izdavačka kuće MGM Records.
Kompilacija sadrži tri pjesme koju su se našle na američkoj top 10 ljestvici singlova, dok sam album nije zabilježio veći komercijalni uspjeh, završivši na 153 mjestu američke ljestvice albuma.

## Popis pjesama

### Strana 1
1. "River Deep, Mountain High" (Phil Spector, Jeff Barry, Ellie Greenwich) – 7:20
2. "San Franciscan Nights" (Eric Burdon, Vic Briggs, John Weider, Barry Jenkins, Danny McCulloch) – 3:24
3. "Year of the Guru" (Burdon) – 5:25
4. "Anything" (Burdon, Briggs, Weider, Jenkins, McCulloch) – 3:20
5. "Monterey" (Burdon, Briggs, Weider, Jenkins, McCulloch) – 4:18

### Strana 2
1. "White Houses" (Burdon) – 4:43
2. "Winds of Change" (Burdon, Briggs, Weider, Jenkins, McCulloch) – 4:00
3. "To Love Somebody" (Barry Gibb, Robin Gibb) – 7:20
4. "Sky Pilot" (Burdon, Briggs, Weider, Jenkins, McCulloch) – 7:27

## Izvođači
- Eric Burdon - vokal
- Vic Briggs - gitara, osim kako je naznačeno u nastavku
- John Weider - gitara, violina
- Danny McCulloch - bas-gitara, osim kako je naznačeno u nastavku
- Barry Jenkins - bubnjevi
- Zoot Money - klavijature u pjesmama "White Houses" i "Year Of The Guru", klavijature i bas-gitara u "River Deep, Mountain High" i "To Love Somebody"
- Andy Summers - gitara u pjesmama "River Deep, Mountain High" i "To Love Somebody"